# Agostino Pinelli Luciani
Agostino Pinelli Luciani (* 1537 in Genua; † 1620 ebendort) war der 88. Doge der Republik Genua.

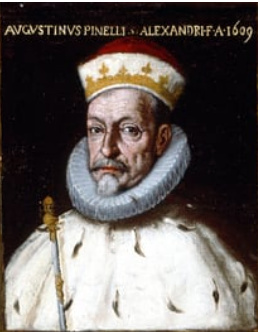
Agostino Pinelli Luciani

## Leben
Der Vertreter der Familie Luciani, die im Albergo dei Nobili von Genua der Familie Pinelli zugeordnet wird, wurde 1537 in der ligurischen Hauptstadt geboren. Der Rechtsgelehrte erhielt im Alter von 25 Jahren seinen ersten wichtigen Auftrag für die Republik, indem er zusammen mit dem Magnifico Giovanni Battista Sauli den Gouverneur von Mailand ehrte. Einige Jahre später lernte er, nicht in Genua, sondern an dessen Grenzen, den Herzog von Alba kennen.
Er war Revisor der Geldwechsler (Audore dei Cambi), Mitglied des Großen Rates der Republik (Maggior Consiglio della Repubblica) und wurde viermal zum Senator und Prokurator der Republik gewählt. In dieser Funktion empfing er Herzog Karl Emanuel I. von Savoyen bei dessen Rückkehr aus Spanien. Vor seiner Wahl zum Dogen bekleidete er weitere prestigeträchtige und repräsentative Ämter.
Im Alter von 72 Jahren wurde er als Angehöriger des so genannten „alten“ Adels bei den Wahlen vom 1. April 1609 in das höchste Amt des Dogen gewählt: das 43. in zweijähriger Folge und das 88. in der Geschichte der Republik. Sein Dogenamt, das anfangs unentschlossen geführt war, verlief in geordneten Bahnen und in ruhiger Atmosphäre. Er beendete sein Mandat am 2. April 1611.
Als ewiger Prokurator starb er 1620 in Genua und wurde in der ehemaligen Kirche Santo Spirito beigesetzt, wo Agostino Pinelli Luciani die Kapelle des Heiligen Johannes des Täufers errichten ließ.